# 眼底出血
眼底出血（がんていしゅっけつ）は網膜表面の血管の破綻や閉塞することで起こる網膜の出血である。
出血の量自体は微小で貧血などの原因となるものではないが、重度の視力障害を来すこともある。
出血量、出血部位、出血位置、出血後の血行動態等により視力予後が変わる。

## 分類
網膜組織の部位により
- 網膜前出血
- 網膜色素上皮下出血
- 網膜深層出血
- 網膜下出血
- 脈絡膜出血

等に分類される。出血部位の色調・辺縁の性状にて分類可能である。
出血の位置により
- 黄斑部出血
- 黄斑下出血

などの表現をすることもある。

## 原因
原因として代表的なものが糖尿病網膜症、高血圧性眼底、網膜中心静脈閉塞症、加齢黄斑変性などである。
また白血病、感染性心内膜炎においては特徴的出血様式を示し、診断の手助けになるケースもある。